# Карстен Аррієнс
Карстен Аррієнс (нім. Carsten Arriens; нар. 11 квітня 1969) — колишній німецький тенісист.
Найвищу одиночну позицію світового рейтингу — 109 місце досяг 26 липня 1993, парну — 892 місце — 19 листопада 2001 року.
Здобув 1 одиночний титул.
Найвищим досягненням на турнірах Великого шолома було 2 коло в одиночному розряді.

## Фінали турнірів ATP за кар'єру

### Одиночний розряд: 1 (1 перемога)
| Легенда                         |
| ------------------------------- |
| Турніри Великого шлема (0–0)    |
| Фінали Світового туру ATP (0–0) |
| Серія Мастерс ATP (0–0)         |
| Серія турнірів ATP (0–0)        |
| Світова серія ATP (1–0)         |

| Фінали за покриттям |
| ------------------- |
| Тверде (1–0)        |
| Ґрунт (0–0)         |
| Трава (0–0)         |
| Килим (0–0)         |

| Фінали за типом корту |
| --------------------- |
| Відкритий корт (1–0)  |
| Закритий корт (0–0)   |

| Результат | В-П | Дата     | Турнір            | Рівень        | Покриття | Суперник       | Рахунок       |
| --------- | --- | -------- | ----------------- | ------------- | -------- | -------------- | ------------- |
| Перемога  | 1–0 | Лис 1992 | Гуаружа, Бразилія | Світова серія | Тверде   | Алекс Корретха | 7–6(7–5), 6–3 |

## Фінали ATP Челленджер і ITF Ф'ючерс

### Одиночний розряд: 3 (1–2)
| Легенда              |
| -------------------- |
| ATP Челленджер (1–1) |
| ITF Ф'ючерс (0–1)    |

| Фінали за покриттям |
| ------------------- |
| Тверде (0–0)        |
| Ґрунт (0–2)         |
| Трава (0–0)         |
| Килим (1–0)         |

| Результат | В-П | Дата     | Турнір                   | Рівень     | Покриття | Суперник            | Рахунок       |
| --------- | --- | -------- | ------------------------ | ---------- | -------- | ------------------- | ------------- |
| Поразка   | 0-1 | Жов 1992 | Буенос-Айрес, Аргентина  | Челленджер | Ґрунт    | Хуан Хісберт-Шульце | 1–6, 6–7      |
| Перемога  | 1-1 | Лют 1997 | Кіото, Японія            | Челленджер | Килим    | Магеш Бгупаті       | 3–6, 6–2, 7–6 |
| Поразка   | 1-2 | Чер 1998 | Німеччина F10, Альбштадт | Ф'ючерс    | Ґрунт    | Даніель Ельснер     | 3–6, 2–6      |

### Парний розряд: 1 (1–0)
| Легенда              |
| -------------------- |
| ATP Челленджер (0–0) |
| ITF Ф'ючерс (1–0)    |

| Фінали за покриттям |
| ------------------- |
| Тверде (1–0)        |
| Ґрунт (0–0)         |
| Трава (0–0)         |
| Килим (0–0)         |

| Результат | В-П | Дата     | Турнір                     | Рівень  | Покриття | Партнер           | Суперники                      | Рахунок       |
| --------- | --- | -------- | -------------------------- | ------- | -------- | ----------------- | ------------------------------ | ------------- |
| Перемога  | 1-0 | Лис 2001 | Швейцарія F1, Біль (місто) | Ф'ючерс | Тверде   | Максіміліан Абель | Якоб Адактуссон Марчелло Крака | 6–4, 3–6, 6–0 |

## Часовий графік результатів
| W | Ф | ПФ | ЧФ | #Р | КТ | К# | DNQ | A | NH |

### Одиночний розряд
| Турніри Великого шлему                 |     |     |     |     |     |     |     |       |     |     |
| Відкритий чемпіонат Австралії з тенісу |     |     |     | К2р | К2р | К2р | К2р | 0 / 0 | 0–0 | –   |
| Відкритий чемпіонат Франції з тенісу   |     | 2р  |     | 1р  | К3р | К3р |     | 0 / 2 | 1–2 | 33% |
| Вімблдонський турнір                   |     |     |     |     |     |     |     | 0 / 0 | 0–0 | –   |
| Відкритий чемпіонат США з тенісу       |     | 1р  |     | 2р  |     | К2р |     | 0 / 2 | 1–2 | 33% |
| В-П                                    | 0–0 | 1–2 | 0–0 | 1–2 | 0–0 | 0–0 | 0–0 | 0 / 4 | 2–4 | 33% |
| Тур ATP Мастерс 1000                   |     |     |     |     |     |     |     |       |     |     |
| Індіан-Веллс                           |     |     |     | К1р | К1р |     |     | 0 / 0 | 0–0 | –   |
| Відкритий чемпіонат Маямі з тенісу     | 1р  |     |     | К1р | К1р |     |     | 0 / 1 | 0–1 | 0%  |
| Гамбург                                |     |     |     |     | К2р |     |     | 0 / 0 | 0–0 | –   |
| Рим                                    |     | К1р |     |     | К1р |     |     | 0 / 0 | 0–0 | –   |
| Мастерс Канада                         |     |     |     | К1р |     |     |     | 0 / 0 | 0–0 | –   |
| Штутгарт                               |     |     |     |     | К1р |     |     | 0 / 0 | 0–0 | –   |
| В-П                                    | 0–1 | 0–0 | 0–0 | 0–0 | 0–0 | 0–0 | 0–0 | 0 / 1 | 0–1 | 0%  |